# Honey Chile
"Honey Chile" is een hitsingle van de Amerikaanse soulgroep Martha Reeves & The Vandellas. Het was na "Love Bug Leave My Heart Alone" de tweede single afkomstig van het album "Ridin' High" uit 1968. "Honey Chile" werd echter al op 14 oktober 1967 uitgebracht. Het werd aan het eind van 1967 het meest succesvolle nummer afkomstig van het eerdergenoemde album. Het bereikte namelijk de #11 notering op de poplijst van de Verenigde Staten. Daarmee zou het laatste top 40 hit van Martha Reeves & The Vandellas in de Verenigde Staten zijn. Later zouden nummers als "I Can't Dance To That Music You're Playing" nog in de buurt van de top 40 komen, maar deze hitparade niet bereiken. Op de R&B-lijst van de VS bereikte "Honey Chile" de #5 notering. Qua poplijstnoteringen was het nummer het meest succesvol in buurland Canada. Daar behaalde het namelijk de zesde plaats op de hitlijst.
Net als haar voorganger, "Love Bug Leave My Heart Alone", werd ook "Honey Chile" geschreven door Sylvia Moy in samenwerking met Richard Morris. Deze laatstgenoemde produceerde eveneens het nummer. De tekst van "Honey Chile" gaat erover dat leadzangeres Martha Reeves haar vriendje wil verlaten, omdat hij meerdere keren vreemd is gegaan. Ze voelt zich echter te zwak om hem daadwerkelijk in de steek te laten. In de tekst zijn veel connotaties uit het zuiden van de Verenigde Staten verwerkt, omdat Reeves daarvandaan komt. Daarnaast heeft de instrumentatie, verzorgd door The Funk Brothers, hier en daar countrymuziekkenmerken. Vooral de vioolpartijen, voor haar rekening genomen door het Detroit Symphony Orchestra, zijn beïnvloed door countrymuziek. Over het algemeen is het echter toch een soulnummer. "Honey Chile" van Martha Reeves & The Vandellas is overigens een heel ander nummer dan een liedje onder dezelfde titel uitgebracht door Fats Domino.
"Honey Chile" was de eerste single van Martha Reeves & The Vandellas die onder deze naam uitgebracht werd. Daarvoor noemde de groep zich namelijk Martha & The Vandellas. De naamsverandering liet Motown, de platenmaatschappij van de groep, plaatsvinden om zo meer de nadruk te leggen op leadzangeres Martha Reeves. Rond deze tijd gebeurde dit ook bij andere Motowngroepen als The Miracles en The Supremes. Het was ook de eerste single die uitgebracht werd zonder dat achtergrondzangeres Betty Kelly was te horen, sinds "Quicksand" uit 1963. Toen verving zij namelijk Annette Beard. Deze keer was Kelly zelf echter vervangen, na herhaaldelijke ruzies met Martha Reeves en het missen van optredens. Betty Kelly werd vervangen door de zus van Martha, Lois Reeves.
De B-kant van "Honey Chile" is het nummer "Show Me the Way". Net als de A-kant is dit nummer afkomstig van het album "Ridin' High". Ook dit nummer werd geschreven door Sylvia Moy en Richard Morris. Dit keer deden ze echter niet met z'n tweeën, maar in samenwerking met Jimmy Barnes.

## Bezetting
- Lead: Martha Reeves
- Achtergrond: Lois Reeves en Rosalind Ashford
- Instrumentatie: The Funk Brothers en Detroit Symphony Orchestra
- Schrijvers: Richard Morris en Sylvia Moy
- Producer: Richard Morris